# Boulevard d'Arcole
Pour les articles homonymes, voir Arcole.
Le boulevard d'Arcole (en occitan : baloard d'Arcole) est une voie de Toulouse, chef-lieu de la région Occitanie, dans le Midi de la France.

## Situation et accès

### Description
Le boulevard d'Arcole se trouve au nord du centre historique, à la limite des quartiers Arnaud-Bernard et des Chalets, tous les deux dans le secteur 1 - Centre.

### Voies rencontrées
Le boulevard d'Arcole rencontre les voies suivantes, dans l'ordre des numéros croissants (« g » indique que la rue se situe à gauche, « d » à droite) :
1. Rue Merly (g)
2. Rue de la Concorde (d)
3. Rue de Quéven (d)
4. Rue des Chalets (d)
5. Rue Jean-Rancy (g)
6. Rue Saint-Germier (d)
7. Rue de l'Hirondelle (g)
8. Rue de la Verge-d'Or (d)
9. Rue de la Balance (d)
10. Place Arnaud-Bernard (g)
11. Avenue Honoré-Serres (d)

## Odonymie
Arcole est une ville de la province de Vérone, où fut livrée la bataille du pont d’Arcole par Napoléon Bonaparte contre les Autrichiens les 15, 16 et 17 novembre 1796. Le boulevard était désigné à l'origine comme le boulevard de Pouzonville : l'ancienne porte de ce nom se trouvait effectivement au carrefour de la rue Jean-Baptiste-Merly (emplacement de l'actuel no 44 de cette rue). Le changement de nom intervint en 1840, sous la monarchie de Juillet : Pierre Salies propose donc de voir dans le nom d'Arcole, non celui de la victoire de Napoléon Bonaparte, mais celui d'un jeune serrurier parisien qui serait mort lors des combats de la Révolution de Juillet : il aurait été tué sur le pont de Grève, près de l'hôtel de ville de Paris, encourageant ses camarades à se porter contre les troupes royalistes. Son nom aurait été donné au pont, devenu en 1830 le pont d'Arcole, et par la suite au boulevard toulousain.

## Histoire
Au cours du XVIIIe siècle, une promenade plantée d'arbres est aménagée entre la porte Arnaud-Bernard, à l'ouest, et la porte Pouzonville, à l'est. Au nord, les terrains sont occupés par les jardins des maraîchers.
À partir de 1815, la ville confie à l'architecte Urbain Vitry le soin de dresser un plan d'amélioration de la circulation et d'embellissement. Il fait le projet de détruire le vieux rempart médiéval et d'aménager un boulevard à leur emplacement, depuis les allées Saint-Étienne (actuelles allées Forain-François-Verdier) jusqu'à la Garonne. En 1825, le boulevard est achevé et nommé en l'honneur de la bataille du pont d'Arcole. Des immeubles s'élèvent progressivement au cours du XIXe siècle.
Dans la deuxième moitié du XXe siècle, les architectes modernes construisent, le long des boulevards, des immeubles modernes.

## Patrimoine et lieux d'intérêt

### Immeuble Citroën
no  2-2 bis : l'immeuble s'élève à l'angle de la rue de la Concorde. Il est construit entre 1955 et 1957 sur les plans des architectes de l'Atelier des Architectes Associés (3A) – Fabien Castaing, Pierre Viatgé, Michel Bescos et Alexandre Labat, dans un style moderne, caractéristique des constructions de cette période, qui utilise le béton. Haut de seize étages, il est l'un des premiers immeubles de grande hauteur de la ville. Il est aussi l'archétype des « buildings » toulousains, type largement critiqué jusqu'au début du XXIe siècle.
Le rez-de-chaussée est occupé par des locaux commerciaux. L'architecte Paul de Noyers est intervenu pour l'aménagement du garage Citroën, aujourd'hui occupé par l'enseigne Décathlon. Les deux premiers étages sont réservés à des bureaux. Ils s'étirent en deux bandeaux horizontaux aux angles arrondis qui entourent l'immeuble. Par contraste, les quatorze étages supérieurs sont en léger retrait et se développent en suivant des lignes verticales. Ils sont occupés par les logements qui, du T3 au T6, sont tous traversants, profitant de loggias du côté du boulevard et de terrasses à l'arrière. Le dernier étage abrite un grand atelier, ouvert sur les terrasses, dévolu à l'agence des 3A. La façade sur le boulevard alterne les aplats du parement de dalles en gravier lavé, et les creux des loggias,.

### Immeubles et maisons
- no  4 : immeuble. 

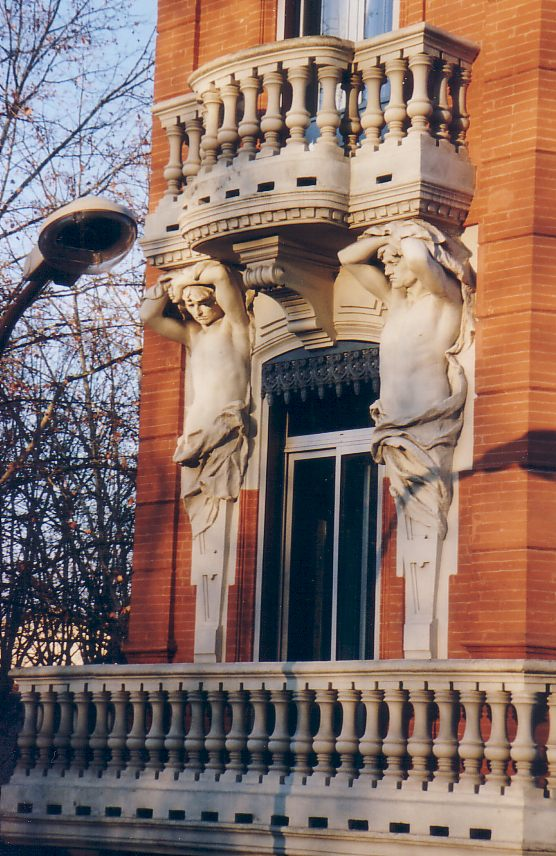
no 4 : détail des atlantes.

L'immeuble, de style éclectique, est construit en 1884 par l'architecte Étienne Gazagne, à l'angle de la rue des Chalets (actuel no 1). Sur le boulevard d'Arcole, la façade est rythmée par les sept travées percées de fenêtres. Le 1er étage est mis en valeur par un balcon filant, doté d'un garde-corps à motifs géométriques et végétaux en fonte. Au 2e étage, les fenêtres ont également des garde-corps en fonte et sont couronnées d'un fronton. La travée de l'angle coupé, au croisement de la rue des Chalets, est particulièrement mise en valeur. Le rez-de-chaussée est ouvert par une grande fenêtre, dont les baies doubles sont séparées par des pilastres à chapiteaux corinthiens, possèdent des garde-corps à balustres et un appui en pierre, et sont surmontées d'un tympan sculpté en pierre d'où émerge une tête d'Hermès. Les étages sont encadrés de pilastres colossaux à chapiteaux corinthiens. Au 1er étage, un balcon à balustres en pierre prolonge le balcon du côté du boulevard, et la fenêtre est encadrée de deux atlantes en pierre, qui supportent le balcon en pierre du 2e étage[6].

- no  13 : école élémentaire du Nord. 
L'école élémentaire est construite dans la deuxième moitié du XIXe siècle, sur une longue parcelle qui s'étend entre le boulevard d'Arcole et la rue Escoussières-Arnaud-Bernard, depuis la rue Jean-Rancy jusqu'à la rue de l'Hirondelle. Les ailes latérales ont été surélevées au milieu du XXe siècle[7].

- no  50 : maison. 
La maison, de style éclectique, est construite à l'angle de la rue de la Balance en 1903, par les architectes Georges et Henri Masquet, comme l'indique l'inscription sur le linteau de la porte. La façade sur le boulevard, en brique claire, moins élevée que les immeubles voisins, ne compte qu'un seul étage. Le rez-de-chaussée est en bossage. Au 1er étage, les fenêtres ont des lambrequins en fonte et des balcons soutenus par des consoles sculptées en pierre et ornés de garde-corps en fonte de style Art nouveau, aux motifs géométriques et végétaux. Les deux fenêtres latérales sont surmontées de petites consoles en pierre à motifs de feuilles de chêne, qui soutiennent un fronton triangulaire[8].

## Personnalité

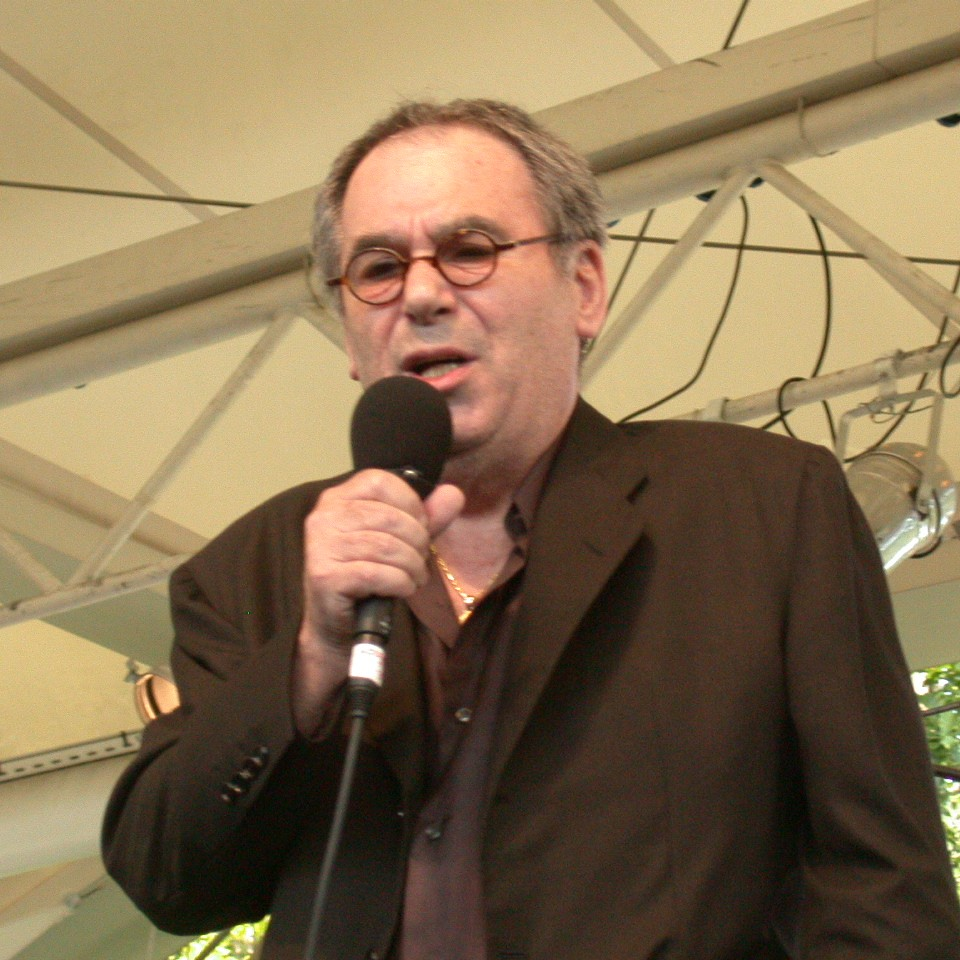
Claude Nougaro au Paris Jazz Festival en juin 2003.

- Claude Nougaro (1929-2004) : c'est dans l'immeuble du no 56, face à la place Arnaud-Bernard, qu'est né, le 9 septembre 1929, Claude Nougaro, fils de Pierre Nougaro, chanteur d'opéra, et de Liette Tellini, professeur de piano[9],[10].